# Korytozaury
Korytozaury (Corythosaurini) – plemię z podrodziny lambeozaurów (obok parazaurolofów (Parasaurolophini)).

## Klasyfikacja
- Rodzina – hadrozaury
- Podrodzina – lambeozaury
  - Plemię – korytozaury
    - Rodzaj – Korytozaur
    - Rodzaj – Lambeozaur
    - Rodzaj – Nipponozaur
    - Rodzaj – Procheneozaur (wątpliwy, osobnik młody lambeozaura)
    - Rodzaj – Barsboldia
    - Rodzaj – Olorotytan
    - Rodzaj – Hipakrozaur
    - Rodzaj – Velafrons

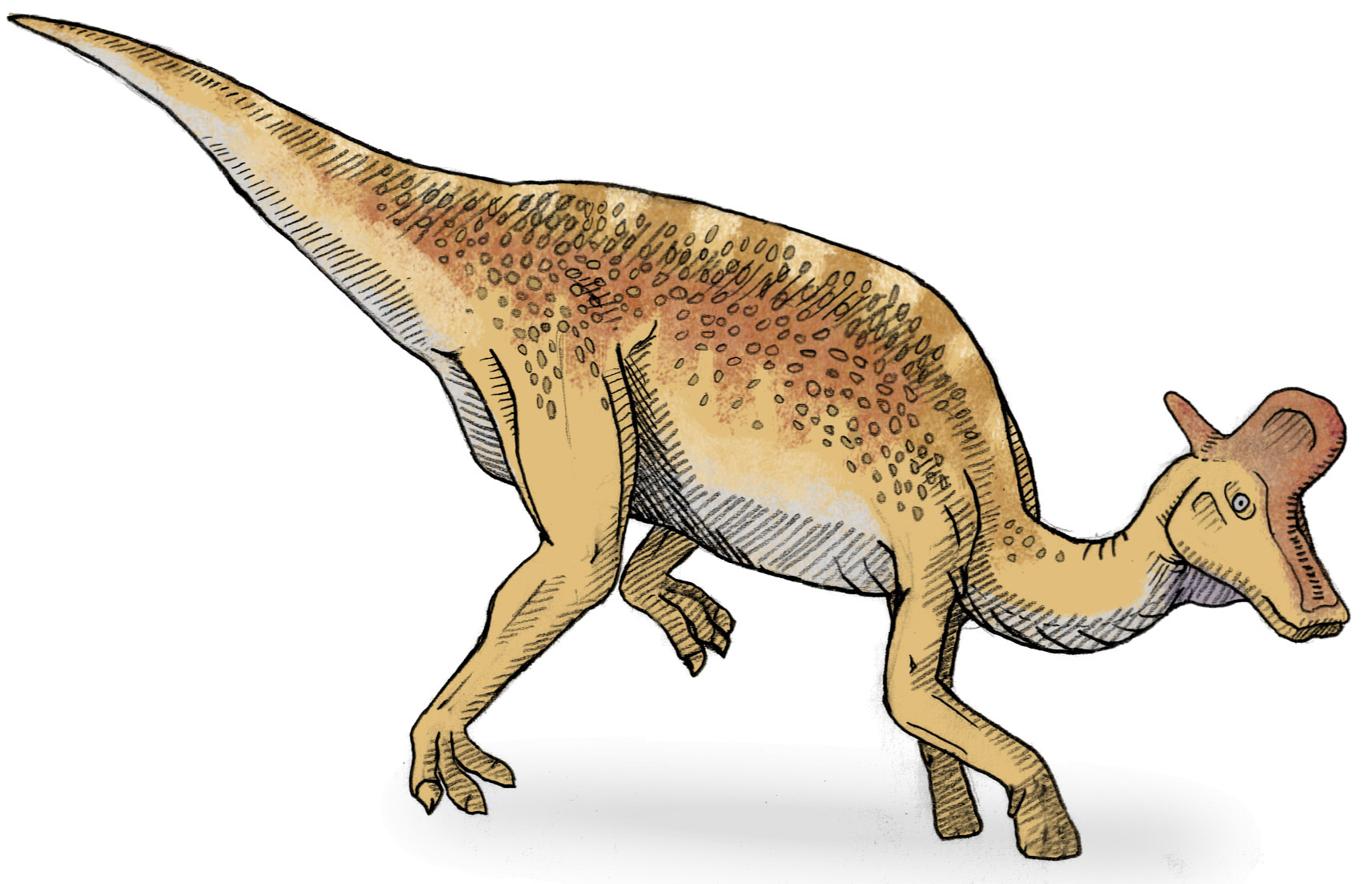
Lambeozaur
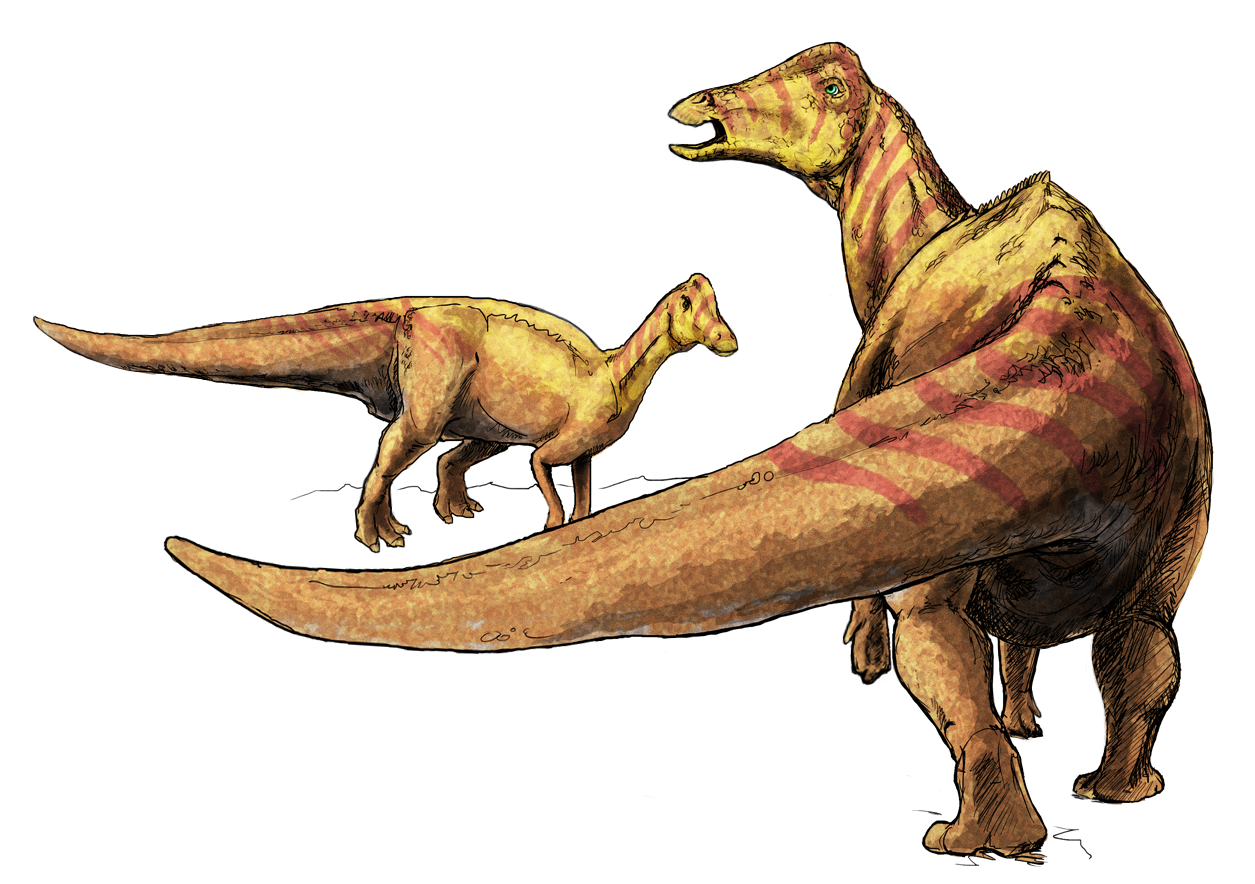
Nipponozaur